# Église Saint-Rémi de Beaurieux
L'église Saint-Rémi est une église située à Beaurieux, en France.

## Description
L'église se trouve en surplomb du village, entouré du cimetière. Les bas-côtés sont organisés comme une succession de chapelles perpendiculaires avec chacun son toit à double pan. L'entrée occidentale se fait par trois portes, la centrale est couverte par un porche et celle de gauche possède un tympan rehaussé d'un trilobé avec des étoiles et les armes d'un seigneur.
Le clocher de l'église en pierre, unique dans la région fut le premier à être classé. 
Le chevet est plat avec un vitrail triple surmonté d'une ouverture unique.

### Mobilier
L'intérieur de l'église a en plus une série d'objet remarquable comme : 
- La plaque commémorative obituaire de Claude Marquette alors seigneur de Beaurieux[2] au XVIIe siècle ;
- Une chaire en bois avec son ciel gothique ;
- Un chemin de croix en douze peintures ;
- Un autel principal avec son ciel en bois peint ;
- Un vitrail de Jacques Simon représentant une messe dans une tranchée de la Grande Guerre ;
- Des reliques d'Eutropie, sœur de Nicaise (évêque de Reims).

## Localisation
L'église est située sur la commune de Beaurieux, dans le département de l'Aisne.

## Historique
Le pèlerinage d'Eutropie avait grande renommée et lors de la procession du lundi de la Pentecôte en direction de la fontaine de la montagne.
Le clocher est inscrit au titre des monuments historiques en 1927 et le reste du monument en 2004.